# Christian Hadinata
Christian Hadinata (Purwokerto, 11 de diciembre de 1949) es un deportista indonesio que compitió en bádminton, en las modalidades de dobles y dobles mixto. Ganó cuatro medallas en el Campeonato Mundial de Bádminton entre los años 1977 y 1983.

## Palmarés internacional
| Campeonato Mundial | Campeonato Mundial     | Campeonato Mundial | Campeonato Mundial |
| Año                | Lugar                  | Medalla            | Prueba             |
| ------------------ | ---------------------- | ------------------ | ------------------ |
| 1977               | Malmö (Suecia)         | Medalla de plata   | Dobles             |
| 1980               | Yakarta (Indonesia)    | Medalla de oro     | Dobles             |
| 1980               | Yakarta (Indonesia)    | Medalla de oro     | Dobles mixto       |
| 1983               | Copenhague (Dinamarca) | Medalla de bronce  | Dobles             |